# Gabriel Allende Maíz
Gabriel Allende Maíz (Bilbao, 23 de septiembre de 1922, Madrid, 9 de mayo de 2018) fue un arquitecto español.

## Trayectoria
Allende nació en Bilbao y se trasladó a estudiar Arquitectura a Madrid. Desde 1950 ejerció como arquitecto titulado en la Escuela Técnica Superior de Arquitectura de Madrid (ETSAM). En 1967 obtuvo el título de doctor Arquitecto por la Universidad Politécnica de Madrid (UPM). Realizó viajes de estudios que completaron su formación como arquitecto, con visitas a edificios de ciudades europeas, americanas y del norte de África. Allende inició su trabajo profesional colaborando en el estudio de Secundino Zuazo y Gonzalo de Cárdenas. Al finalizar los estudios trabajó en el Ministerio de Vivienda (España), en la Dirección de Arquitectura, Economía y Técnica de la Construcción, dentro de la Sección de Proyectos, donde estuvo hasta 1960. En esta etapa, en los primeros años de los 50 realizó proyectos en el Servicio Nacional de Regiones Devastadas y Reparaciones, organismo dedicado a la reconstrucción de las zonas devastadas por la Guerra civil española, con proyectos que incluían construcción de viviendas en el marco de barrios planificados con diferentes estrategias de integración medioambiental.
Desde 1960 trabajó como arquitecto profesional independiente y realizó proyectos ejecutados por toda la geografía española, colegiado en varios sedes, Colegio Oficial de Arquitectos de Madrid, de Cataluña, Vasco Navarro o Andalucía. Realizó proyectos de vivienda, así como de edificios industriales, oficinas, edificios deportivos y escolares. Destacar el proyecto realizado entre los años 1955 y 1959 en el barrio Quintana (Madrid) del Distrito Ciudad Lineal. Un proyecto de ordenación urbana en torno a la plaza de Quintana, con proyectos de varias torres residenciales, cada una diseñada por un arquitecto, Allende proyectó y dirigió el bloque de la Calle Elfo número 78.
Allende donó su archivo profesional en 2017 a la Escuela Técnica Superior de Arquitectura de Madrid (ETSAM), formando parte del fondo documental de la Biblioteca de la ETSAM con acceso para investigadores y objetivos docentes. El archivo donado incluye los planos y documentación de los proyectos realizados por Allende durante el periodo 1961 a 1985, y fue recibido por el director de la ETSAM, Manuel Blanco Lage.
Desde el año 1986 hasta 2009 Allende colabora con su hijo Gabriel Allende Gil de Biedma en el estudio de arquitectura Allende Arquitectos, con participaciones de gestión o administración en las diferentes fases de fundación del estudio.
Allende falleció el 9 de mayo de 2018 a los 95 años, en Madrid. 

### Obra seleccionada
La ordenación de la  Plaza de Quintana comenzó con un concurso del año 1955 que licitó la Comisaría para la Ordenación Urbana de Madrid. El objetivo del concurso era dotar a la zona con un centro urbano entre la actual Calle de Alcalá y la Calle Elfo. La convocatoria tuvo propuestas de varios equipos de arquitectos y en el jurado se encontraban Julián Laguna, Pedro Bidagor, Gaspar Blein, José María Soler y Francisco Javier Sáenz de Oíza. Una de las dos propuestas ganadoras, la presentada por Luis Vázquez de Castro, es la que se ejecutó, con algunas modificaciones como fue la reducción de la plaza o la eliminación de una torre de 20 plantas. Se construyeron cinco bloques de trece alturas. cada uno de los bloques realizado por un arquitecto diferente, pero con una tipología de accesibilidad que unificaba criterios. Allende realizó el bloque situado en Calle Elfo 78, que cuenta con cuatro accesos verticales individualizados, y grandes terrazas, simulando formalmente el aspecto de los otros cuatro bloques, pero con una función diferente.

## Obras seleccionadas
- 1955, Concurso en barrio de Quintana (Madrid).[4]
- 1959, Calle Elfo, 78. Barrio de Quintana, distrito de Ciudad Lineal (Madrid).